# Grand Prix Formule 1 van de Verenigde Staten 2018
De Grand Prix Formule 1 van de Verenigde Staten 2018 werd gehouden op 21 oktober op het Circuit of the Americas. Het was de achttiende race van het kampioenschap.

## Vrije trainingen

### Uitslagen
- Er wordt enkel de top-5 weergegeven.

| Vrije training 1 | Pos | No | Coureur          | Constructeur       | Tijd     |
| ---------------- | --- | -- | ---------------- | ------------------ | -------- |
| Vrije training 1 | 1   | 44 | Lewis Hamilton   | Mercedes           | 1:47.502 |
| Vrije training 1 | 2   | 77 | Valtteri Bottas  | Mercedes           | 1:48.806 |
| Vrije training 1 | 3   | 33 | Max Verstappen   | Red Bull-TAG Heuer | 1:48.847 |
| Vrije training 1 | 4   | 3  | Daniel Ricciardo | Red Bull-TAG Heuer | 1:49.326 |
| Vrije training 1 | 5   | 5  | Sebastian Vettel | Ferrari            | 1:49.489 |
| Vrije training 2 | Pos | No | Coureur          | Constructeur       | Tijd     |
| Vrije training 2 | 1   | 44 | Lewis Hamilton   | Mercedes           | 1:48.716 |
| Vrije training 2 | 2   | 10 | Pierre Gasly     | Toro Rosso-Honda   | 1:49.728 |
| Vrije training 2 | 3   | 33 | Max Verstappen   | Red Bull-TAG Heuer | 1:49.798 |
| Vrije training 2 | 4   | 14 | Fernando Alonso  | McLaren-Renault    | 1:51.728 |
| Vrije training 2 | 5   | 27 | Nico Hülkenberg  | Renault            | 1:52.208 |
| Vrije training 3 | Pos | No | Coureur          | Constructeur       | Tijd     |
| Vrije training 3 | 1   | 5  | Sebastian Vettel | Ferrari            | 1:33.797 |
| Vrije training 3 | 2   | 7  | Kimi Räikkönen   | Ferrari            | 1:33.843 |
| Vrije training 3 | 3   | 44 | Lewis Hamilton   | Mercedes           | 1:33.870 |
| Vrije training 3 | 4   | 77 | Valtteri Bottas  | Mercedes           | 1:34.556 |
| Vrije training 3 | 5   | 33 | Max Verstappen   | Red Bull-TAG Heuer | 1:34.703 |

Testcoureurs in vrije training 1:
 Lando Norris (McLaren-Renault)
 Sean Gelael (Toro Rosso-Honda)

## Kwalificatie
Lewis Hamilton behaalde voor Mercedes zijn negende pole position van het seizoen. Ferrari-coureur Sebastian Vettel kwalificeerde zich als tweede, maar ontving een straf van drie startplaatsen nadat hij in de eerste vrije training niet genoeg afremde terwijl er rode vlaggen gezwaaid werden en start hierdoor als vijfde. Hierdoor schoof zijn teamgenoot Kimi Räikkönen door naar de tweede plaats, voor de andere Mercedes van Valtteri Bottas en de Red Bull van Daniel Ricciardo. Esteban Ocon kwalificeerde zich voor Force India als zesde, voor Renault-coureur Nico Hülkenberg en Haas-rijder Romain Grosjean. De top 10 werd afgesloten door Sauber-coureur Charles Leclerc en Force India-coureur Sergio Pérez.
Na afloop van de kwalificatie ontvingen de Toro Rosso-coureurs Pierre Gasly en Brendon Hartley een straf omdat zij beiden hun motor moesten laten vervangen, waardoor zij allebei achteraan moeten starten. Red Bull-rijder Max Verstappen zette geen tijd neer in het tweede deel van de kwalificatie, nadat in Q1 zijn achterwielophanging brak. Als gevolg hiervan liet hij zijn versnellingsbak vervangen, waardoor hij vijf startplaatsen straf kreeg.

### Kwalificatie-uitslag
| Pos                 | No | Coureur           | Constructeur         | Q1       | Q2        | Q3       | Grid |
| ------------------- | -- | ----------------- | -------------------- | -------- | --------- | -------- | ---- |
| 1                   | 44 | Lewis Hamilton    | Mercedes             | 1:34.130 | 1:33.480  | 1:32.237 | 1    |
| 2                   | 5  | Sebastian Vettel  | Ferrari              | 1:34.569 | 1:33.079  | 1:32.298 | 5    |
| 3                   | 7  | Kimi Räikkönen    | Ferrari              | 1:34.703 | 1:32.884  | 1:32.307 | 2    |
| 4                   | 77 | Valtteri Bottas   | Mercedes             | 1:34.518 | 1:33.702  | 1:32.616 | 3    |
| 5                   | 3  | Daniel Ricciardo  | Red Bull-TAG Heuer   | 1:34.755 | 1:34.185  | 1:33.494 | 4    |
| 6                   | 31 | Esteban Ocon      | Force India-Mercedes | 1:34.876 | 1:34.522  | 1:34.145 | 6    |
| 7                   | 27 | Nico Hülkenberg   | Renault              | 1:34.932 | 1:34.564  | 1:34.215 | 7    |
| 8                   | 8  | Romain Grosjean   | Haas-Ferrari         | 1:34.892 | 1:34.419  | 1:34.250 | 8    |
| 9                   | 16 | Charles Leclerc   | Sauber-Ferrari       | 1:35.069 | 1:34.255  | 1:34.420 | 9    |
| 10                  | 11 | Sergio Pérez      | Force India-Mercedes | 1:35.193 | 1:34.525  | 1:34.594 | 10   |
| 11                  | 55 | Carlos Sainz jr.  | Renault              | 1:34.891 | 1:34.566  |          | 11   |
| 12                  | 20 | Kevin Magnussen   | Haas-Ferrari         | 1:34.972 | 1:34.732  |          | 12   |
| 13                  | 10 | Pierre Gasly      | Toro Rosso-Honda     | 1:34.850 | geen tijd |          | 19   |
| 14                  | 28 | Brendon Hartley   | Toro Rosso-Honda     | 1:35.206 | geen tijd |          | 20   |
| 15                  | 33 | Max Verstappen    | Red Bull-TAG Heuer   | 1:34.766 | geen tijd |          | 18   |
| 16                  | 14 | Fernando Alonso   | McLaren-Renault      | 1:35.294 |           |          | 13   |
| 17                  | 35 | Sergej Sirotkin   | Williams-Mercedes    | 1:35.362 |           |          | 14   |
| 18                  | 18 | Lance Stroll      | Williams-Mercedes    | 1:35.480 |           |          | 15   |
| 19                  | 9  | Marcus Ericsson   | Sauber-Ferrari       | 1:35.536 |           |          | 16   |
| 20                  | 2  | Stoffel Vandoorne | McLaren-Renault      | 1:35.735 |           |          | 17   |
| 107% tijd: 1:40.719 |    |                   |                      |          |           |          |      |

## Wedstrijd
De race werd gewonnen door Kimi Räikkönen, die voor het eerst sinds de Grand Prix van Australië 2013 een Formule 1-race won. Max Verstappen eindigde als tweede, na als achttiende te zijn gestart. Lewis Hamilton eindigde op de derde plaats nadat hij een extra pitstop moest maken omdat zijn banden versleten waren. Sebastian Vettel eindigde als vierde nadat hij in de openingsronde tegen Daniel Ricciardo reed en spinde. Valtteri Bottas werd vijfde, na enkele ronden voor het eind van de race te zijn ingehaald door Vettel. De Renault-rijders Nico Hülkenberg en Carlos Sainz jr. werden zesde en zevende, voor Esteban Ocon. De top 10 werd afgesloten door Haas-rijder Kevin Magnussen en Sergio Pérez.
Na afloop van de race werden Ocon en Magnussen gediskwalificeerd. Ocon gebruikte te veel brandstof in de eerste ronde, waarbij de limiet ligt op 100 kilogram per uur. Magnussen gebruikte te veel brandstof over de gehele race, waarvoor maximaal 105 kilogram is toegestaan. Pérez schoof door deze uitsluitingen door naar de achtste plaats, terwijl de overige punten gingen naar Brendon Hartley en Sauber-rijder Marcus Ericsson. Romain Grosjean kreeg tevens voor de volgende race in Mexico een straf van drie startplaatsen omdat hij in de eerste ronde van deze race in aanraking kwam met Charles Leclerc, waardoor beide coureurs uitvielen.

### Race-uitslag
| Pos. | No. | Coureur           | Constructeur         | Rondes | Tijd/Oorzaak uitval | Grid | Punten |
| ---- | --- | ----------------- | -------------------- | ------ | ------------------- | ---- | ------ |
| 1    | 7   | Kimi Räikkönen    | Ferrari              | 56     | 1:34:18.643         | 2    | 25     |
| 2    | 33  | Max Verstappen    | Red Bull-TAG Heuer   | 56     | +1.281              | 18   | 18     |
| 3    | 44  | Lewis Hamilton    | Mercedes             | 56     | +2.342              | 1    | 15     |
| 4    | 5   | Sebastian Vettel  | Ferrari              | 56     | +18.222             | 5    | 12     |
| 5    | 77  | Valtteri Bottas   | Mercedes             | 56     | +24.744             | 3    | 10     |
| 6    | 27  | Nico Hülkenberg   | Renault              | 56     | +1:27.210           | 7    | 8      |
| 7    | 55  | Carlos Sainz jr.  | Renault              | 56     | +1:34.994           | 11   | 6      |
| 8    | 11  | Sergio Pérez      | Force India-Mercedes | 56     | +1:41.080           | 10   | 4      |
| 9    | 28  | Brendon Hartley   | Toro Rosso-Honda     | 55     | +1 ronde            | 20   | 2      |
| 10   | 9   | Marcus Ericsson   | Sauber-Ferrari       | 55     | +1 ronde            | 16   | 1      |
| 11   | 2   | Stoffel Vandoorne | McLaren-Renault      | 55     | +1 ronde            | 17   |        |
| 12   | 10  | Pierre Gasly      | Toro Rosso-Honda     | 55     | +1 ronde            | 19   |        |
| 13   | 35  | Sergej Sirotkin   | Williams-Mercedes    | 55     | +1 ronde            | 14   |        |
| 14   | 18  | Lance Stroll      | Williams-Mercedes    | 54     | +2 ronden           | 15   |        |
| DNF  | 16  | Charles Leclerc   | Sauber-Ferrari       | 31     | Mechanisch          | 9    |        |
| DNF  | 3   | Daniel Ricciardo  | Red Bull-TAG Heuer   | 8      | Batterij            | 4    |        |
| DNF  | 8   | Romain Grosjean   | Haas-Ferrari         | 2      | Schade ongeluk      | 8    |        |
| DNF  | 14  | Fernando Alonso   | McLaren-Renault      | 1      | Schade ongeluk      | 13   |        |
| DSQ  | 31  | Esteban Ocon      | Force India-Mercedes | 56     | Brandstofverbruik   | 6    |        |
| DSQ  | 20  | Kevin Magnussen   | Haas-Ferrari         | 56     | Brandstofverbruik   | 12   |        |

## Tussenstanden wereldkampioenschap
Betreft tussenstanden voor het wereldkampioenschap na afloop van de race.

### Coureurs
| Positie | No. | Rijder           | Team                 | Punten |
| ------- | --- | ---------------- | -------------------- | ------ |
| 01      | 44  | Lewis Hamilton   | Mercedes             | 346    |
| 02      | 5   | Sebastian Vettel | Ferrari              | 276    |
| 03      | 7   | Kimi Räikkönen   | Ferrari              | 221    |
| 04      | 77  | Valtteri Bottas  | Mercedes             | 217    |
| 05      | 33  | Max Verstappen   | Red Bull-TAG Heuer   | 191    |
| 06      | 3   | Daniel Ricciardo | Red Bull-TAG Heuer   | 146    |
| 07      | 27  | Nico Hülkenberg  | Renault              | 61     |
| 08      | 11  | Sergio Pérez     | Force India-Mercedes | 57     |
| 09      | 20  | Kevin Magnussen  | Haas-Ferrari         | 53     |
| 10      | 14  | Fernando Alonso  | McLaren-Renault      | 50     |

### Constructeurs
| Positie | Team                 | Punten |
| ------- | -------------------- | ------ |
| 01      | Mercedes             | 563    |
| 02      | Ferrari              | 497    |
| 03      | Red Bull-TAG Heuer   | 337    |
| 04      | Renault              | 106    |
| 05      | Haas-Ferrari         | 84     |
| 06      | McLaren-Renault      | 58     |
| 07      | Force India-Mercedes | 47     |
| 08      | Toro Rosso-Honda     | 32     |
| 09      | Sauber-Ferrari       | 28     |
| 10      | Williams-Mercedes    | 7      |